# Peter-und-Paul-Kapelle (Menzlhof)
Die römisch-katholische Peter-und-Paul-Kapelle im Ortsteil Menzlhof von Kirchendemenreuth befindet sich im Gebiet der Expositur Kirchendemenreuth, ist aber eine Privatkapelle der Besitzer des Menzlhofes.

## Geschichte
Zu der Kapelle gab es einen Vorgängerbau aus der Mitte des 19. Jahrhunderts, der am Weg von Kirchendemenreuth über Menzlhof nach Wurz lag. Der Miteigentümerin Eva Bergler, die täglich die Kapelle zum Gebet aufsuchte, war der Weg dorthin besonders in den Wintermonaten zu beschwerlich. Deshalb wurde die alte Kapelle – ein schlichter Bau ohne Turm – abgerissen und durch die heutige Kapelle in der Nähe des Menzlhofes durch Eva und Peter Bergler neu errichtet.
Der Plan für die neue Kapelle stammt von dem Döltscher Maurermeister Johann Frank und wurde im Jugendstil von dem Baumeister Weidner aus Schwand errichtet. Am 25. November 1906 wurde die Kapelle durch den Altenstädter Kooperator J. B. Hörmann eingeweiht. Der Bau ist eine private Kapelle der Familien Lorenz-Spörer, den jetzigen Inhabern des Menzlhofes.
Zwischen 1997 und 2000 wurde die Kapelle von der Familie Spörer im Einvernehmen mit dem Landesamt für Denkmalpflege grundlegend renoviert. Wegen Wasserschäden musste der ganze Putz ersetzt werden, die Bodenplatten wurden neu verlegt, der Dachstuhl erneuert und der Turm neu eingeblecht. Am 20. Juni 2002, dem Peter-und-Pauls-Tag und dem Namenstag des Erbauers, wurde die Kapelle durch den Altenstädter Pfarrer  Grüner neu eingeweiht.
Täglich wird in der Kapelle mit der Hand zum Gebet geläutet, im Sterbefall erklingt die Sterbeglocke. Gelegentlich werden auch Andachten abgehalten.

## Baubeschreibung
Die kleine Kapelle ist ein Satteldachbau mit einem dreiseitig geschlossener Altarraum. Der sechseckige Dachreiter besitzt Schallöffnungen und ein Zeltdach. Die Kapelle wurde im neuromanischen Stil errichtet. Auf ihr befindet sich die Jahreszahl „1906“, die auf den Zeitpunkt der Fertigstellung hinweist. Heute liegt sie zwischen zwei mächtigen Kastanienbäumen. Eine Besonderheit der Kapelle bestand darin, dass sie beheizbar war: In einer Maueröffnung am Südgiebel konnte Glut eingelegt werden, die dann einen Teil der Mauer und somit die ganze Kapelle erwärmte.

## Innenausstattung
Vorhanden waren anfangs ein hölzerner Altar, vier Christusfiguren, ein Muttergottesbild und zwei große Leuchter. Der alte Altar wurde bei der letzten Renovierung durch einen Granitplattenaltar ersetzt und die Figuren wurden auf Steinkonsolen angebracht. Zudem sind drei hölzerne Betstühle vorhanden. Im Südgiebel befindet sich eine Mauernische mit einer Muttergottesskulptur, eine Nachbildung der Tirschenreuther Wallfahrtsmadonna. Eine Granitplatte am Südgiebel enthält die Inschrift Gewidmet Jesum Christum dem rechten Helfer, die von der Vorgängerkapelle stammt. Im Zuge der Renovierung wurden auch eine Madonnafigur aus Porzellan und ein Rosenkranz, angefertigt von dem Denkenreuther Willi Weidner, angebracht.